# Calcofillite
La calcofillite è un minerale, un arsenato-solfato basico e idrato di rame e alluminio.
Il nome deriva dal greco χαλχὸς = rame e φὐλλον = foglia, per la conformazione fogliacea.
Descritta per la prima volta da Johann Friedrich August Breithaupt (1791-1873), mineralogista sassone, nel 1847.

## Abito cristallino
I cristalli sono di forma tabulare, sottili a placche come alcune miche,  massivo, lamellare, di aspetto romboedrico.

## Origine e giacitura
Ha genesi secondaria, nelle zone di ossidazione di alcuni giacimenti di rame, in paragenesi con cuprite, tenorite, malachite, azzurrite, farmacosiderite, connellite, crisocolla, limonite e clinoclasio.

## Forma in cui si presenta in natura
In cristalli lamellari, aggregati a rosetta e aggregati massivi. Il minerale presenta geminazione secondo {1010}

## Caratteristhce fisico-chimiche
È solubile in ammoniaca e negli acidi; va pulito con acqua distillata. Fonde facilmente.
- Peso molecolare: 3010,49[2]
- Fluorescenza: assente[2]
- Indice di elettroni: 2,50 g/cm³[2]
- Indici quantici[2]:
  - Fermioni: 0,0004665649
  - Bosoni: 09995334351
- Indici di fotoelettricità[2]:
  - PE: 21,40 barn/elettroni
  - ρ: 53.59 barn/cm³
- Indici di radioattività: GRapi: 0 (Il minerale non è radioattivo)[2]

## Località di ritrovamento
Nel Grube Clara, in Sassonia e presso Oberwolfach, nel Baden-Württemberg, in Germania;  a Schwaz, nel Tirolo austriaco; a Liskead e Redruth, in Cornovaglia; nello Majuba Hill nel Nevada, nel Tintic Discrit e a Tintic, nello Utah (USA); a Nijnij Tagil, presso Novosibirsk, in Russia; a Rancagua e Braden, nel Cile e a Cap Garonne, in Francia.

In Italia è stato trovato presso Forni Avoltri nel Cadore.